# Surya Bahadur Thapa

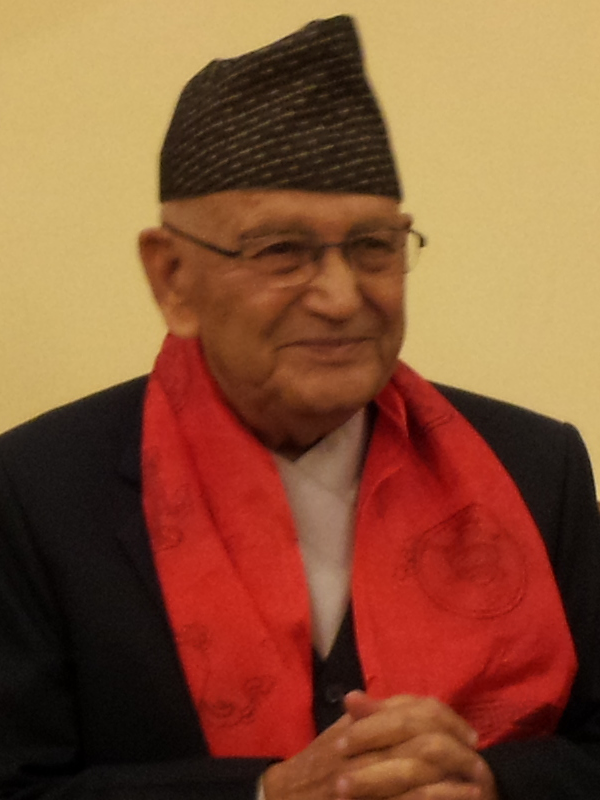
Surya Bahadur Thapa

Surya Bahadur Thapa (21 maart 1928 - 15 april 2015) was een Nepalees politicus. Hij was vijf maal premier van zijn land, tussen 1955 en 2004.
In 1968 had premier Thapa naar aanleiding van boerenprotesten een zekere liberalisering doorgevoerd. Hij had onder meer leiders van de verboden Nepalese Congrespartij vrijgelaten. In 1969 werd hij als premier opgevolgd door zijn minister van Buitenlandse Zaken, Kirti Nidhi Bista. Die draaide de hervormingen terug en bestendigde het partijloze Panchayatsysteem waarbij de macht bij de koning lag. 